# 彼得拉布鲁纳
彼得拉布鲁纳（義大利語：Pietrabruna）是意大利因佩里亚省的一个市镇。总面积9.95平方公里，人口568人，人口密度57.1人/平方公里（2009年）。ISTAT代码为008041。